# Valentine Cadic
Valentine Cadic (anhörenⓘ) ist eine französische Schauspielerin und Filmemacherin.

## Werdegang
Valentine Cadic studierte Kino und Regie an der Universität Paris 8 und an der Schule Les Enfants Terribles in Paris.
Sie begann ihre Karriere als Schauspielerin in den Filmen Ava von Léa Mysius und Nos batailles von Guillaume Senez. Beide Filme wurden in einer Parallelsektion der Filmspiele von Cannes gezeigt.
2020 gründete sie den Verein Les Filmeuses, um Frauen in der Kinowelt zu unterstützen. Ihre ersten Kurzfilme als Regisseurin, wie Omaha Beach, wurden von diesem Verein produziert. Der Film That Summer in Paris ist ihr erster Spielfilm und wurde auf der Berlinale 2025 in der Kategorie „Perspectives“ gezeigt.

## Filmografie (Auszug)

### Als Regisseurin
- 2020: Omaha Beach
- 2021: Les grandes vacances
- 2024: La Saisonnière
- 2025: That Summer in Paris

### Als Schauspielerin
- 2013: Les oiseaux tonnerre von Léa Mysius
- 2017: Ava von Léa Mysius
- 2017: Retour von Miao Yu
- 2020: Le Bal des folles von Mélanie Laurent